# انارستان (کازرون)
انارستان (کازرون)، روستایی از توابع بخش مرکزی شهرستان کازرون در استان فارس ایران است.
طایفه لر غوری در این روستا زندگی می‌کند که به زبان لری سخن می‌گویند.

## جمعیت
این روستا در دهستان انارستان قرار دارد و براساس سرشماری مرکز آمار ایران در سال ۱۳۹۵، جمعیت آن ۷۵۴ نفر (۲۱۰ خانوار) بوده‌است.